# نيوتن ر. كيسي
نيوتن ر. كيسي (بالإنجليزية: Newton R. Casey)‏ هو سياسي أمريكي، ولد في 27 يناير 1826 في مقاطعة جيفيرسون في الولايات المتحدة، وتوفي في 6 يونيو 1899. حزبياً، نشط في الحزب الديمقراطي. وقد انتخب عضو مجلس نواب إلينوي.